# Once Upon a Time Tour
Once Upon a Time Tour fue una gira de conciertos realizada por la cantante Donna Summer entre 1977 y 1978. Promovió el álbum conceptual Once Upon a Time. Su presentación en el Universal Amphitheatre en Los Ángeles, California, fue grabada y lanzada como el álbum en vivo Live and More (1978).

## Información
La cantante Donna Summer inició en 1977 una gira de conciertos para promocionar su álbum Once Upon a Time, lanzado el mismo año. La mayoría de las canciones corresponden a este álbum, aunque también están sus primeros grandes éxitos, entre ellos "Love to Love You Baby" y algunos sencillos de sus álbumes anteriores. En las presentaciones de 1978 la artista agregó la canción "Last Dance", éxito escrito por Paul Jabara para la película ¡Por fin es Viernes!. Durante la gira, Summer experimentó con otros estilos musicales como el jazz, lo cual se puede apreciar en la composición original "Only One Man" y en un medley de estándares tradicionales de jazz, titulada "My Man Medley". También incluye una versión de "A Song for You" de Leon Russell y otra de "The Way We Were" de Barbra Streisand.

### Live and More
La presentación de Summer en el Universal Amphitheatre en Los Ángeles fue grabada para ser lanzada como el exitoso álbum Live and More en 1978. El repertorio incluía la mayoría de las canciones, pero presentaba algunas nuevas: la balada coescrita por Summer llamada "Mimi's Song", dedicada a su pequeña hija Mimi; "MacArthur Park", original de Richard Harris y escrita por Jimmy Webb, fue lanzada como sencillo y se convirtió en el primer #1 de la artista en los Estados Unidos; "Heaven Knows", junto al grupo Brooklyn Dreams, también fue lanzada como sencillo y se convirtió en un Top 10 en el mismo país. Estas dos últimas canciones son parte del medley "MacArthur Park Suite". Su versión de "MacArthur" le valió a Summer una nominación al Grammy por mejor interpretación femenina de pop.

## Lista de canciones

### Acto I
1. "Overture"
2. "Could It Be Magic" (Barry Manilow, Adrienne Anderson)
3. "Try Me, I Know We Can Make It" (Donna Summer, Giorgio Moroder, Pete Bellotte)
4. "Only One Man" (Summer, Bob Conti, Virgil Weber)
5. "I Remember Yesterday" (Summer, Moroder, Bellotte)
6. "Love's Unkind" (Summer, Moroder, Bellotte)
7. My Man Medley
  1. "The Man I Love" (George Gershwin, Ira Gershwin)
  2. "I Got It Bad (and That Ain't Good)" (Duke Ellington, Paul Francis Webster)
  3. "Some of These Days" (Shelton Brooks)
8. "The Way We Were" (Alan Bergman, Marilyn Bergman, Marvin Hamlisch)
9. "If You Got It, Flaunt It" (Summer, Moroder, Bellotte)
10. "A Man Like You" (Summer, Moroder, Bellotte)

### Acto II
1. "Once Upon a Time" (Summer, Moroder, Bellotte)
2. "Fairy Tale High" (Summer, Moroder, Bellotte)
3. "Faster and Faster to Nowhere" (Summer, Moroder, Bellotte)
4. "Spring Affair" (Summer, Moroder, Bellotte)
5. "Winter Melody" (Summer, Moroder, Bellotte)
6. "I Love You" (Summer, Moroder, Bellotte)
7. "Happily Ever After" (Summer, Moroder, Bellotte)
8. "Love to Love You Baby" (Summer, Moroder, Bellotte)
9. "I Feel Love" (Summer, Moroder, Bellotte)
10. "Last Dance" (Paul Jabara)
11. "Rumour Has It" (Summer, Moroder, Bellotte)
12. "A Song for You" (Leon Russell)

## Conciertos
1. Filadelfia (Pensilvania) - Schubert Theater
2. Pittsburgh (Pensilvania) - Stanley Theater
3. Baltimore (Maryland) - Painters Mills Music Fair
4. Wantagh (Nueva York) - Jones Beach Theater
5. Nueva York (Nueva York) - Felt Forum
6. Boston (Massachusetts) - Orpheum Theater
7. Columbia (Maryland) - Merriweather Post Pavilion
8. Cherry Hill (Nueva Jersey) - Latin Casino
9. Miami (Florida) - Sunrise Musical Theater
10. Atlanta (Georgia) - Atlanta Civic Center
11. Las Vegas (Nevada) - Las Vegas Hilton
12. Stateline (Nevada) - Sahara Tahoe
13. Los Ángeles (California) - Universal Amphitheatre
14. San Carlos (California) - Circle Star Theater
15. Chicago (Illinois) - Auditorium Theatre
16. Highland Heights (Ohio) - The Front Row Theatre
17. East Troy (Wisconsin) - Alpine Valley Music Theater
18. Niles (Illinois) - Mill Run Playhouse

- Datos: Q7091859